# Liste der Naturdenkmale in Salzhemmendorf
Die Liste der Naturdenkmale in Salzhemmendorf nennt die Naturdenkmale im Flecken Salzhemmendorf im Landkreis Hameln-Pyrmont in Niedersachsen.

## Naturdenkmale
| Bild                          | Bezeichnung                              | Ort, Lage                                     | Beschreibung | Schutzzweck                                                             | Nummer    |
| ----------------------------- | ---------------------------------------- | --------------------------------------------- | --- | ----------------------------------------------------------------------- | --------- |
| BW                            | Grenzeiche Benstorf                      | Benstorf (52° 6′ 32,9″ N, 9° 39′ 51,1″ O)     | Die Eiche steht auf der Benstorfer Gemarkungsgrenze ca. 300 m nördlich von Glückauf/Quanthof in der freien Agrar-Landschaft und kennzeichnet historisch die Kreisgrenze zum Nachbarlandkreis Hildesheim. Die freistehende Eiche (Quercus robur) hat eine typische mächtige Krone und ist von weitem sichtbar. | heimatkundliche Bedeutung                                               | ND-HM 024 |
| Fotos hochladen               | Tilly-Linde                              | Hemmendorf (52° 5′ 22,6″ N, 9° 36′ 12″ O)     | Die „Tilly-Linde“ steht nördlich der Ortslage von Hemmendorf im Seitenraum eines Wirtschaftsweges. Der weithin sichtbare Baum wurde vor ca. 350 Jahren aus Freude über die Vertreibung von General Tilly gepflanzt und markierte den einstigen Gerichts- und Versammlungsplatz von Hemmendorf. Die Linde mit dem mehrstämmigen Kronenaufbau gilt mittlerweile als Wahrzeichen von Hemmendorf. Die Sommerlinde (Tilia platyphyllos) wurde in den 1970er Jahren mit Drahtseilen stabilisiert. | heimatkundliche Bedeutung                                               | ND-HM 051 |
| BW                            | Linde am Burgberg                        | Lauenstein (52° 4′ 33,1″ N, 9° 32′ 52,1″ O)   | Die Linde (Tilia ssp.) steht am mittlerweile bewaldeten südwestlichen Hangfuß des Burgberges von Lauenstein. Die Linde hat einen mehrstämmigen, geschlossenen Kronenaufbau, welcher durch früheres Schneiteln entstanden ist. | Schönheit, heimatkundliche Bedeutung                                    | ND-HM 067 |
| BW                            | Drehwuchsbuche im Stieghagen             | Lauenstein (52° 5′ 25,1″ N, 9° 32′ 46,2″ O)   | Die landschaftsbildprägende, mächtige Schneitel-Buche (Fagus sylvatica) steht im Ufergehölz eines kleinen Baches südlich des Dornbrink nördlich von Lauenstein. Durch früheren ständigen Rückschnitt hat sich oberhalb des kurzen Stammes eine wie bei Kopfweiden typische, ca. 3 m breite Kopfkrone entwickelt. Durch das Ineinanderschlingen der Kopfaustriebe hat der Baum den Namen erhalten. Diese besonders seltene Wuchsform ist im Landkreis einzigartig.                           | Seltenheit, Eigenart, Schönheit und heimatkundliche Bedeutung           | ND-HM 070 |
| Fotos hochladen               | 13 Eichen im Stieghagen                  | Lauenstein (52° 5′ 32,4″ N, 9° 32′ 42,7″ O)   | Die „13 Eichen“ stehen in der Feldflur „Im Stieghagen“ innerhalb einer Wegegabelung eines Feldweges westlich des Dornbrink von Lauenstein. Die aus 12 alten, großkronigen Eichen zuzüglich einer Nachpflanzung bestehende Baumgruppe weist eine besondere Geschlossenheit auf und ist als Wanderziel regional bekannt. | Schönheit und heimatkundliche Bedeutung                                 | ND-HM 075 |
| BW                            | Silberweide am Ithhang                   | Lauenstein (52° 4′ 38,8″ N, 9° 32′ 43,2″ O)   | Die Silberweide (Salix alba) befindet sich auf einer Viehweide am Osthang des Iths am Ortsrand von Lauenstein. Die freistehende Silberweide befindet sich mittlerweile in der altersbedingten Degenerationsphase und hat durch Sturm- und Eisregenereignisse deutliche Beeinträchtigungen im Kronenaufbau. | Schönheit                                                               | ND-HM 076 |
| BW                            | Altbäume im Saubrink                     | Lauenstein (52° 5′ 48,9″ N, 9° 32′ 37,3″ O)   | Die „Altbäume im Saubrink“ bestehen aus 52 alten, zum Teil knorrigen Eichen (Quercus robur), welche im geschlossenen Buchenwaldbestand mittlerweile eine altersbedingte Stagnations- bzw. Degenerationsphase erreicht haben. Der erhebliche Totholzanteil ist ein wertvoller Beitrag für den Artenschutz. Die Bäume sollen vor Ort ihren Lebenszyklus beenden und zerfallen. | naturkundliche Bedeutung                                                | ND-HM 077 |
| BW                            | Vielstämmige Linde am Grindelbach        | Lauenstein (52° 4′ 42,7″ N, 9° 32′ 45,3″ O)   | Die freistehende Linde (Tilia ssp.) steht auf einer Viehweide am Osthang des Iths am Ortsrand von Lauenstein. Die Linde hat einen straff aufrechtem Wuchs, einen geschlossenen, typischen Kronenaufbau und weit ausladende Astschleppen. Der mehrstämmige Kronenaufbau ist durch die kulturhistorische Schneitel-Nutzung entstanden. Besondere Bedeutung für das Landschaftsbild. | Schönheit, heimatkundliche Bedeutung                                    | ND-HM 079 |
| Fotos hochladen               | Zwillingsbuche im Ith                    | Lauenstein (52° 4′ 48,6″ N, 9° 32′ 18,1″ O)   | Die Zwillingsbuche (Fagus sylvatica) steht im geschlossenen Waldbestand des Knüllbrink im Ith westlich von Lauenstein. Besonderheit ist der Stamm dieser Buche, welcher sich in einer Höhe von 1,2 m in zwei Einzelstämme teilt und dann nochmals in 5 m Höhe auf einer Länge von 1 m wieder zusammengewachsen ist. | Seltenheit und Schönheit, naturkundliche Bedeutung                      | ND-HM 080 |
| BW                            | Mehrstämmige Linde am „Lauensteiner Hof“ | Lauenstein (52° 4′ 41,7″ N, 9° 33′ 15,5″ O)   | Die mehrstämmige Linde (Tilia ssp.) befindet sich im Garten des sogenannten „Lauensteiner Hofes“ in Lauenstein, an der Grundstücksgrenze zum Waldbestand des Krähenberges. Der Baum hat eine vielstämmige, geschlossene Krone. Die Wuchsform mit mehreren Teilstämmen am Stammfuß hat Seltenheitswert. | Schönheit, heimatkundliche Bedeutung                                    | ND-HM 081 |
| BW                            | Eiche an der Salzburg                    | Osterwald (52° 7′ 32,5″ N, 9° 34′ 58″ O)      | Die Eiche steht gegenüber der Wohnbebauung der sogenannten Salzburg am Waldrand des Osterwaldes. Die großkronige Eiche (Quercus robur), welche sich aus dem sons t geschlossenen Buchenwald heraushebt, befindet sich in einer altersbedingten Stagnationsphase und soll vor Ort ihren Lebenszyklus beenden und zerfallen. | Schönheit                                                               | ND-HM 086 |
| BW                            | Buchen an der Freilichtbühne Osterwald   | Osterwald (52° 6′ 47,4″ N, 9° 37′ 31,4″ O)    | Die Buchen (Fagus sylvatica) stehen auf einem Waldgrundstück oberhalb des Eingangs der Freilichtbühne in Osterwald. Die Baumgruppe besteht aus einer vitalen sowie einer degenerierenden knorrigen Buche im Gehölzbestand sowie aus zwei weiteren, mittlerweile nur noch als jeweils 1,5 m und ca. 5 m hohen Stammtorsos vorhandenen, vor Ort zerfallenen Buchen. Aufgrund des früheren Freistandes haben die beiden Bäume einen tiefen, stark beasteten Kronenansatz.                      | Schönheit                                                               | ND-HM 088 |
| BW                            | Bäume im Kurhausgarten in Osterwald      | Osterwald (52° 6′ 47,7″ N, 9° 37′ 25,7″ O)    | Von der einst als Naturdenkmal verordneten Baumgruppe verbleiben lediglich die beiden solitär im Kaffee-Garten des alten Kurhauses von Osterwald stehende großkronige Blutbuche (Fagus sylvatica ‚Purpurea’) sowie der mächtige Mammutbaum (Sequoiadendron giganteum). | Schönheit, heimatkundliche Bedeutung                                    | ND-HM 089 |
| BW                            | Meerpfühle                               | Osterwald (52° 8′ 1,4″ N, 9° 36′ 43,7″ O)     | Die „Meerpfühle“ bestehen aus zwei naturnahen, ungestörten und landschaftsbildprägenden Teichen. Der südlich gelegene Teich ist ein mit Wasser gefüllter Erdfall; der nördlich gelegene ist ein langgestreckter, anthropogen entstandener Stauteich. Beide Meerpfühle sind wertvoller Amphibien- und Libellenlebensraum. Die Meerpfühle sind ein regional bekanntes Naherholungsziel. | wissenschaftliche und naturkundliche Bedeutung                          | ND-HM 090 |
| BW                            | Kaisereiche Osterwald                    | Osterwald (52° 6′ 36,5″ N, 9° 38′ 32,9″ O)    | Die „Kaisereiche“ steht östlich der Ortslage von Osterwald an einem naturnahen Waldbach im Osterwald. Die das Waldbild prägende knorrige alte Eiche (Quercus robur) wächst innerhalb eines Buchenbestandes und befindet sich, altersbedingt sowie durch zwei Blitzschäden gezeichnet, in der sogenannten Degenerationsphase. | Schönheit, heimatkundliche Bedeutung                                    | ND-HM 091 |
| BW                            | Brandes-Eiche in Benstorf                | Benstorf (52° 5′ 36,7″ N, 9° 39′ 1,2″ O)      | Die sogenannte Brandes-Eiche steht auf einem ehemaligen Hofgrundstück an der Bundesstraße B1/Abzweig K53 in der Ortslage von Benstorf. Die ortsbildprägende Hofeiche (Quercus robur) ist ein hochstämmiger und großkroniger Baum. Er kennzeichnet kulturhistorisch die landwirtschaftliche Hofstelle. | Schönheit, heimatkundliche Bedeutung                                    | ND-HM 105 |
| BW                            | Kalkquellsumpf Ockensen                  | Ockensen (52° 1′ 22″ N, 9° 35′ 43″ O)         | Der „Kalkquellsumpf“ befindet sich südlich von Ockensen im Bereich des Ockenser Bachs. Der Kalk-Quellsumpf wird durch mehrere Hangdruckquellen des Ith-Osthanges gespeist und ist u. a. mit einem standorttypischen, ausgeprägten Knotenbinsenbestand bewachsen. (2017 nicht mehr auf der Umweltkarte verzeichnet) | Seltenheit und Eigenart, wissenschaftliche und naturkundliche Bedeutung | ND-HM 110 |
| BW                            | Feldahorn auf Lauensteiner Ithwiesen     | Lauenstein (52° 4′ 38,7″ N, 9° 32′ 44,4″ O)   | Der Feldahorn (Acer campestre) steht ca. 300 m westlich des Ortsrandes von Lauenstein auf einer Viehweide am Ithhang. Der knorrige, kleinkronige Baum hat einen bizarren Wuchs und ist im Landkreis von Seltenheit. | Seltenheit und Eigenart                                                 | ND-HM 206 |
| BW                            | Feldahorn in der Feldflur Wallensen      | Wallensen (51° 59′ 59,3″ N, 9° 37′ 46,3″ O)   | Der Feldahorn (Acer campestre) steht auf einer Geländekuppe zwischen Landstraße L463, Abzweig Humboldtsee, und Ith in der Feldmark von Wallensen. Der aus zwei Stämmen bestehende, großkronige Feldahorn ist von weiten sichtbar und von besonderer Bedeutung für das Landschaftsbild. | Schönheit                                                               | ND-HM 207 |
| BW                            | Eiche am Sollberg                        | Wallensen (51° 59′ 47,6″ N, 9° 38′ 5,4″ O)    | Die Eiche (Quercus robur) steht am Westhang des Sollbergs zwischen der Landstraße 463, Abzweig Humboldtsee, und Ith in der Feldmark von Wallensen. Die geschlossen und typisch gewachsene Eiche fällt durch ihre Schönheit auf und ist wesentlicher Bestandteil des Landschaftsbildes. | Schönheit                                                               | ND-HM 208 |
| BW                            | Bergahorn bei Salzhemmendorf             | Salzhemmendorf (52° 3′ 51″ N, 9° 34′ 22,5″ O) | Der Bergahorn (Acer pseudoplatanus) steht im Seitenraum des „Kleinen Lahweges“ ca. 300 m westlich von Salzhemmendorf in der freien Feldflur. Der typisch und schön gewachsene Baum fällt deutlich im Landschaftsbild auf. | Schönheit                                                               | ND-HM 209 |
| BW                            | Baumgruppe in Osterwald                  | Osterwald (52° 6′ 41,6″ N, 9° 36′ 59,7″ O)    | Die Baumgruppe steht an Hangkante des Bruchwegs am nordwestlichen Ortsrand von Osterwald. Die ortsbildprägende, großkronige und vitale Baumgruppe besteht aus zwei Eichen (Quercus robur) und einer Esche (Fraxinus excelsior), welche als Besonderheit am Stammfuß eng zusammengewachsen sind. | Eigenart und Schönheit                                                  | ND-HM 210 |
| mehr Fotos \| Fotos hochladen | Denkmal-Eiche in Benstorf                | Benstorf (52° 5′ 33,2″ N, 9° 39′ 1,2″ O)      | Die Eiche (Quercus robur) steht innerhalb der Grünfläche des Denkmals vor dem Benstorfer Pfarrhaus. Die knorrige, großkronige Eiche besticht durch ihre Schönheit und ist wesentlicher Bestandteil des Ortsbildes. | Schönheit, heimatkundliche Bedeutung                                    | ND-HM 211 |
| mehr Fotos \| Fotos hochladen | Wasserbaum in Ockensen                   | Ockensen (52° 1′ 23,4″ N, 9° 35′ 36″ O)       | Der Wasserbaum befindet sich südwestlich von Ockensen. Der überregional touristisch bekannte Wasserbaum ist ein durch Kalktuffbildung aufgebauter baumartiger Wasseraustritt einer oberhalb gelegenen Fischteichanlage. Aufgrund der natürlichen Ablagerungen ist der anthropogene Ursprung nicht mehr zu erkennen: Der Bereich ist wertvoller Quell-Lebensraum. | Eigenart und Schönheit, wissenschaftliche und naturkundliche Bedeutung  | ND-HM 212 |
| BW                            | Hainbuche im Pfarrgarten Wallensen       | Wallensen (52° 1′ 1,6″ N, 9° 37′ 22,5″ O)     | Die Hainbuche (Carpinus betulus) steht im Garten des Pfarrhauses von Wallensen vor einer Bruchsteinmauer. Der ca. 120 Jahre alte Baum hat einen typisch gefurchten mächtigen Stamm und durch frühere Schneitelmaßnahmen einen vielstämmigen Kronenaufbau. Der Baum besticht durch einen kompakt massigen Habitus. | Eigenart und Schönheit, heimatkundliche Bedeutung                       | ND-HM 213 |
| BW                            | Linde vor Pfarrhaus Wallensen            | Wallensen (52° 1′ 2″ N, 9° 37′ 18,3″ O)       | Die Linde (Tilia platyphyllos) steht vor dem Eingang des Pfarrhauses in Wallensen. Durch frühere Schneitelmaßnahmen hat sich auf dem mächtigen Stamm eine aus sechs Starkästen bestehende, weit ausladende Krone gebildet. | Schönheit, heimatkundliche Bedeutung                                    | ND-HM 214 |
| BW                            | Feldahorn bei Levedagsen                 | Levedagsen (52° 2′ 43,4″ N, 9° 36′ 38,6″ O)   | Der Feldahorn (Acer campestre) steht neben Feldscheune an der Gemeindestraße zwischen Levedagsen und der Domäne Eggersen. Der typisch und schön gewachsene Baum gehört zu den wenigen frei stehenden und voll ausgewachsenen Exemplaren dieser Baumart im Landkreis. | wissenschaftliche und naturkundliche Bedeutung                          | ND-HM 215 |
| BW                            | Eiche in Ockensen                        | Ockensen (52° 1′ 47,6″ N, 9° 36′ 13″ O)       | Die Eiche (Quercus robur) steht am nordöstlichen Ortsrand von Ockensen auf einer Viehweide. Sie hat einen schönen und typischen Wuchs mit weit ausladender, geschlossener Krone. | Schönheit                                                               | ND-HM 216 |
| BW                            | Mittagsfelsen im Kanstein                | Ahrenfeld (52° 3′ 31″ N, 9° 37′ 46,6″ O)      | Der Mittagsfelsen ist ein massiver, frei stehender Felsen am Nordhang des Kansteins südlich von Ahrenfeld. Durch seinen Freistand hat die Felsklippe aus Korallenoolith eine besondere Bedeutung für die Geologie und den Artenschutz. | wissenschaftliche und naturkundliche Bedeutung                          | ND-HM 217 |